# Flic-flac
El flic-flac és un element gimnàstic bàsic que es pot realitzar endavant i enrere. Es tracta de saltar enrere i posar les mans a terra. S'utilitza per obtenir més acceleració horitzontal cap enrere en les sèries acrobàtiques.